# استعد (أغنية)
استعد (بالإنجليزية: Get Ready)‏ أغنية من شركة موتاون للتسجيلات كتبها سموكي روبنسون Smokey Robinson وأنتجت تسجيلين ناجحين: فريق التيمبتيشانز The Temptations قدم نسخته التي صعدت إلى المركز 29 بالولايات المتحدة عام 1966، وفريق رير أيرث Rare Earth قدم نسخته التي تربعت في المركز 4 في الولايات المتحدة عام 1970. وهي مهمة لكونها آخر أغنية كتبها وأنتجها روبنسون لصالح التيمبتيشانز.

## نسخة تيمبتيشانز
صمم سموكي روبنسون لنسخة التيمبتيشانز كإجابة على أحدث جنون الرقص وقتها وظهور رقصة «البطة The Duck». غنى إيدي كندريكس عضو الفريق طبقة «الفولسيتو falsetto»، وسارت الأغنية على إيقاع راقص بارز قدمه عازف الدرامز في موتاون بيني بنيامين. صعدت الأغنية إلى المركز الأول على قائمة أغاني الريزم والبلوز R&B بالولايات المتحدة، بينما بلغت ذروتها في المرتبة 29 على قوائم موسيقى البوب.

## نسخة رير أيرث
أصدر فريق الروك الأمريكي التابع لشركة موتان في عام 1970 نسخته من أغنية «استعد»، وهو أول تسجيل للفريق لصالح شركة موتاون، واستند التسجيل إلى أداء الفريق الحي على المسرح أثناء إحدى حفلاتهم. تم بيع أكثر من مليون نسخة أمريكية، وحصلت الأغنية على شهادة ذهبية من (RIAA).
قام كل عضو في الفريق بأداء منفرد لدقائق في العرض المباشر، مما أدى إلى تقديم الأغنية لمدة 21 دقيقة. لقد تمت مناقشة ما إذا كان التسجيل الفعلي للألبوم قد تم تسجيله بالفعل في حفلة موسيقية، لأنه قد لوحظ أن أصوات الجمهور في جميع أنحاء الأغنية متكررة ومجهزة.
طلب الفريق إصدار تسجيلهم من على المسرح كأغنية فردية، لكن شركة موتاون رفضت وأصدرت لهم أغنية «جيل، أضيء السماء» كأول أغنية للفريق مع الشركة، ولم تنجح على الإطلاق. اضطرت شركة موتاون لإصدار جزء من الأغنية المسجلة من على المسرح كأغنية فردية مدتها ثلاثة دقائق في فبراير 1970، لتصعد سريعًا إلى المركز الثاني على قائمة الكاش بوكس Cash Box، والمركز الرابع على الهوت بيلبورد Billboard Hot 100، وهو أداء أفضل بكثير من الأداء للأغنية الأصلية. استغرقت الأغنية الجانب الثاني بأكمله من ألبوم موتاون الذي نال جائزة الاسطوانة البلاتينية، والألبوم يحمل أيضًا نفس عنوان الأغنية.
بلغت نسخة الرير أيرث من الأغنية ذروتها أيضًا في المرتبة العشرين على قائمة آر أند بيR&B. تصنف أغنية «استعد» على أنها من بين أكثر التسجيلات الشهيرة لكل من التيمبتيشانز والرير أيرث.  

## كلمات الأغنية
لم أقابل فتاة أبدًا يمكنها أن تجعلني أشعر بالطريقة التي تفعليها Never met a girl could make me feel the way that you do
أنت على حق You're all right
عندما يسألوني ما يجعل أحلامي حقيقية، أقول لهم أنك تفعلِ ذلك Whenever I'm asked what makes a my dreams real, I tell 'em you do
أنت بعيدًا عن الحق You're outta sight
حسنًا، تويدلي دي، تويدلي دوم Well tweedley dee, tweedley dum
انتظري يا حبيبتي، لأنني جئتك هنا Look out baby, 'cause here I come
اه اه اه اه اه اه ah, ah, ah, ah, ah, ah
أنا أعطيك حبًا حقيقيًا، استعدِ.. استعدِ I'm bringin' you a love that's true, get ready, get ready
سأتوقف عن اعطائك حبي، استعد.. استعد I'll stop makin' love to you, get ready, get ready
أوه، ألا تعرفِ أنني قادم.. استعد، لأنني سأتيكِ هنا (Oh, don't you know I'm comin' (get ready, 'cause here I come
في طريقي.. استعد، لأنني سأتيكِ هنا (On my way (get ready, 'cause here I come
تريد أن تلعب الغميضة بالحب، دعني أذكركِ You wanna play hide and seek with love, let me remind ya
أنت على حق You're all right
سوف يضيع الحب، وسوف أستغرق وقتًا لأعثر عليك Lovin' you're gonna miss, and the time it takes to find ya
أنت بعيدًا عن الحق You're outta sight
حسنًا، انظر إلى حبيبي الآن، لقد جئتك Well fe fi fo fo fum, look out baby now here I come
اه اه اه اه اه اه ah, ah, ah, ah, ah, ah
أنا أعطيك حبًا حقيقيًا، استعدِ.. استعدِ I'm bringin' you a love that's true, get ready, Aw, get ready
إستعد Get ready
...
إذا كان كل أصدقائي لا يريدونني أن أفعل، أعتقد أنني سأفهم If all of my friends shouldn't want me to I think I'll understand
أنت على حق You're alright
آمل أن أصل إليك قبل أن يفعلوا، لأن هذه هي الطريقة التي خططت لها Hope I get to you before they do, 'cause, that's how I planned it
أنت بعيدًا عن الحق You're outta sight
حسنًا، تويدلي دي، الآن تويدلي دوم Well tweedley dee, now tweedley dum  
انتظري يا حبيبتي، لأنني جئتك هنا Look out baby now here I come
أنا أعطيك حبًا حقيقيًا، استعدِ.. استعدِ I'm bringin' you a love that's true, get ready, get ready

## وصلات خارجية
- كلمات الأغنية الكاملة على مترولايركس